# So'n Windhund
So'n Windhund è un film del 1931 diretto da Carl Heinz Wolff.

## Produzione
Il film fu prodotto dalla Carl Heinz Wolff-Filmproduktion GmbH.

## Distribuzione
In Germania, il film uscì nelle sale il 1º ottobre 1931 attraverso un gruppo di case di distribuzione regionali: a Berlino, attraverso la Metropol-Filmverleih e la Werner Film-Verleih GmbH, a Monaco con la Heinrich Katzenal Filmverleih e a Colonia con la Rheinische Film GmbH. Il visto di censura del 1932 ne proibiva la visione ai minori.